# جنرال الکتریک جی۳۱
جنرال الکتریک جی۳۱ (به انگلیسی: General Electric J31) یک موتور هواگرد ساختِ کارخانهٔ جی‌ئی اوییشن در کشور ایالات متحده آمریکا است.